# Liste der denkmalgeschützten Objekte in Zlonice
Grundlage dieser Liste der denkmalgeschützten Objekte in Zlonice ist die ÚSKP-Liste (Ústřední seznam kulturních památek České republiky, deutsch Zentrale Liste der Kulturdenkmäler der Tschechischen Republik), die von der tschechischen Denkmalschutzbehörde NPÚ (Národní památkový ústav, deutsch Nationale Denkmalbehörde) seit 1987 geführt wird und an die seit dem Jahr 1850 geschaffenen Listen anschließt.

## Denkmalgeschützte Objekte nach Ortsteilen

### Zlonice
| Lage                                                    | Objekt                                  | Beschreibung | ÚSKP-Nr.                  | Bild                                    |
| ------------------------------------------------------- | --------------------------------------- | --- | ------------------------- | --------------------------------------- |
| Zlonice, Liehmanova 20 (Standort)                       | Spital                                  | Der Kern des Komplexes ist ein Krankenhausgebäude im Erdgeschoss (ein Teil davon ist das Haus des Organisten, das ein Denkmal für Antonín Dvořák ist, ein Garten, eine Mauer mit Toren) mit einer deutlich gegliederten Fassade, die ein Mansardendach mit Dachgauben hat. Die Gebäude wurden 1745 nach einem Entwurf von Ferdinand Hübner erbaut. | 17052/2-666 Info Katalog  | weitere Bilder                          |
| Zlonice, náměstí (Standort)                             | Kirche Mariä Himmelfahrt                | Einschiffiges Gebäude im griechischen Kreuzgrundriss mit auffällig strukturierter Fassade. Die gotische Kirche wurde in den Jahren 1727–1744 durch einen barocken Neubau nach einem Entwurf von F. M. Kaňka ersetzt und nach 1892 von F. Ohman umgebaut.                                                                                           | 20874/2-664 Info Katalog  | weitere Bilder                          |
| Zlonice, östlich der Ortschaft (Standort)               | Statue des Heiligen Onophrios der Große | Hochbarocke, dörfliche Sandsteinstatue des Heiligen Onophrios. In seiner rechten Hand ein Feigenblatt und ein Rosenkranz. Die Skulptur ist ein hervorstechender Punkt in der offenen Landschaft. | 21922/2-669 Info Katalog  | Statue des Heiligen Onophrios der Große |
| Zlonice, náměstí Pod Lipami (Standort)                  | Statue des Hl. Johannes von Nepomuk     | Sandstein, eine Statue, die den Heiligen in traditioneller Kleidung darstellt auf einem prismatischen Sockel. Die Skulptur wurde im frühen 18. Jahrhundert geschaffen. | 23278/2-668 Info Katalog  | weitere Bilder                          |
| Zlonice, Pejšova (Standort)                             | Kruzifix                                | Gusseisernes Kreuz mit dem Leib Christi auf einem hohen prismatischen Sandsteinsockel, in dessen vorderem Spiegel sich die Originalinschrift von 1734 befindet. | 31638/2-4096 Info Katalog | weitere Bilder                          |
| Zlonice, náměstí Pod Lipami 1 (Standort)                | Schloss Zlonice                         | Dreiflügeliges zweistöckiges Gebäude mit einer periodisch unterteilten klassizistischen Fassade und einem Satteldach. Ursprünglich ein Renaissanceschloss mit von Mauern umgebenen Innenhofarkaden. Mitte des 19. Jahrhunderts komplett umgebaut.                                                                                                  | 34071/2-3041 Info Katalog | weitere Bilder                          |
| Zlonice, Pejšova 47 (Standort)                          | Pfarrhaus                               | Barock, erbaut 1751–1752 von J. F. Hütner nach dem Entwurf von K. I. Dientzenhofer, bis heute ohne wesentliche Änderungen erhalten. Die Räumlichkeiten umfassen ein Pfarrhaus mit Garten und Mauer, einen Keller mit Brunnen, barocke Säulen und eine Statue des Hl. Johannes von Nepomuk.                                                         | 34574/2-665 Info Katalog  | weitere Bilder                          |
| Zlonice, Husova 91 (Standort)                           | Gärtnerhaus                             | Wohngebäude im Erdgeschoss mit einer einfachen glatten Fassade, das mit ein Mansardendach hat. Der Kern des Hauses stammt aus der zweiten Hälfte des 18. Jahrhunderts. es wurde später modifiziert; dazugehörige Gebäude stammen aus dem 19. Jahrhundert.                                                                                          | 45650/2-4095 Info Katalog | weitere Bilder                          |
| Zlonice, náměstí pod Lipami, Nr. 745/1 (Standort)       | Marterl                                 | Bildstock aus dem Jahr 1700. | 44959/2-520 Info Katalog  | Marterl                                 |
| Zlonice, an der Landstraße Richtung Beřovice (Standort) | Jüdischer Friedhof                      | Der Friedhof hat einen bedeutenden kulturellen und historischen Wert, der sich auf die jüdische Siedlung in diesem Teil von Slánsko bezieht. Kunsthistorischer Wert durch die Grabsteine, die aus der Zeit von der zweiten Hälfte des 18. Jahrhunderts bis 1937 erhalten sind.                                                                     | 36541/2-667 Info Katalog  | weitere Bilder                          |

### Břešťany
| Lage                                  | Objekt           | Beschreibung                                                                              | ÚSKP-Nr.                 | Bild             |
| ------------------------------------- | ---------------- | ----------------------------------------------------------------------------------------- | ------------------------ | ---------------- |
| Zlonice, an der Landstraße (Standort) | Getreidespeicher | Monumentales fünfstöckiges Gebäude mit rechteckigem Grundriss und Walmdach; datiert 1730. | 20462/2-465 Info Katalog | Getreidespeicher |

### Tmáň
| Lage               | Objekt                                            | Beschreibung                                                                 | ÚSKP-Nr.                 | Bild           |
| ------------------ | ------------------------------------------------- | ---------------------------------------------------------------------------- | ------------------------ | -------------- |
| Zlonice (Standort) | Straßenbrücke mit Statue von Johannes von Nepomuk | Steinerne Bogenbrücke mit Statue von St. Johannes von Nepomuk, datiert 1869. | 29273/2-620 Info Katalog | weitere Bilder |

### Vyšínek
| Lage                          | Objekt | Beschreibung | ÚSKP-Nr.            | Bild           |
| ----------------------------- | ------ | --- | ------------------- | -------------- |
| Zlonice, Vyšínek 5 (Standort) | Hof    | Der Hof (geschützter Getreidespeicher, Stall und Scheune) ist barocken Ursprungs und wurde im 19. Jahrhundert mehrmals umgebaut. | 100202 Info Katalog | weitere Bilder |